# 香山庄

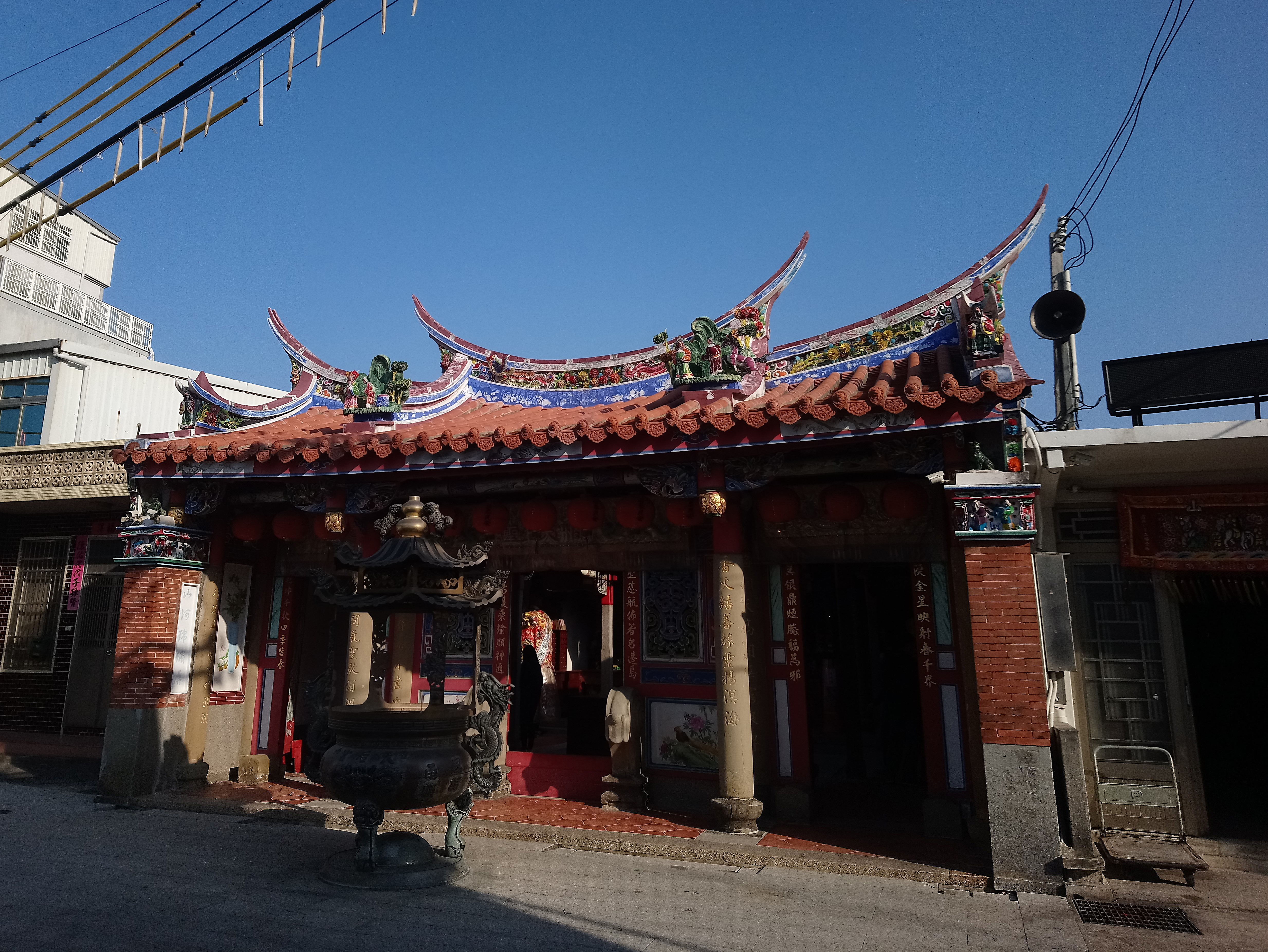
香山天后宮。

香山庄為日治時期存在於大正九年（1920年）～昭和十六年（1941年）間的行政區，隸屬新竹州新竹郡。今屬新竹市香山區、同市東區青草湖、北區牛埔。

## 地名由來
香山地名由來有兩種說法：
- 昔日漢人至此開發，因其地為原住民（番）盤據之山，命名為番山。後因其名不雅，因「番」與「香」兩字相像之故，改稱香山。[參⁠ 1]:578

- 清代惠安縣螺陽陳氏遷居至此，見大坪頂一帶漫山遍野花草盛開，香氣馥郁，故名香山。

## 歷史

### 史前時期

#### 青草湖遺址
青草湖遺址位於青草湖附近、靈隱寺後方，1954年由郭輝發現。遺址所在處為客雅溪畔的平緩坡地，海拔50～60公尺，因青草湖開闢為風景區，原先地貌發生很大的變化。出土遺物主要為石鋤等打製石器與其碎片，屬於新石器時代。:355

#### 御史崎遺址
御史崎遺址位於香山庄青草湖與新竹街客雅交界處，客雅溪畔的河階台地上，1963年由盛清沂發現。遺址所在處南、西、北三側為曲流包圍，地形平緩，海拔50公尺，因周圍住戶增加，已改變原有地貌。主要出土遺物為打製石鋤，屬於新石器時代。:356

#### 香山南港遺址
香山南港遺址位於鹽水港，鹽水港溪口南岸，範圍由海岸線至西側約250公尺，1963年由盛清沂發現。遺址所在處為河流沖積形成的海岸沙地，海拔4公尺，因周遭建物的增加，遺址略有破壞:356。主要出土遺物有食用後丟棄的貝殼與陶器碎片，屬於鐵器時代新港系統。:357

### 清代

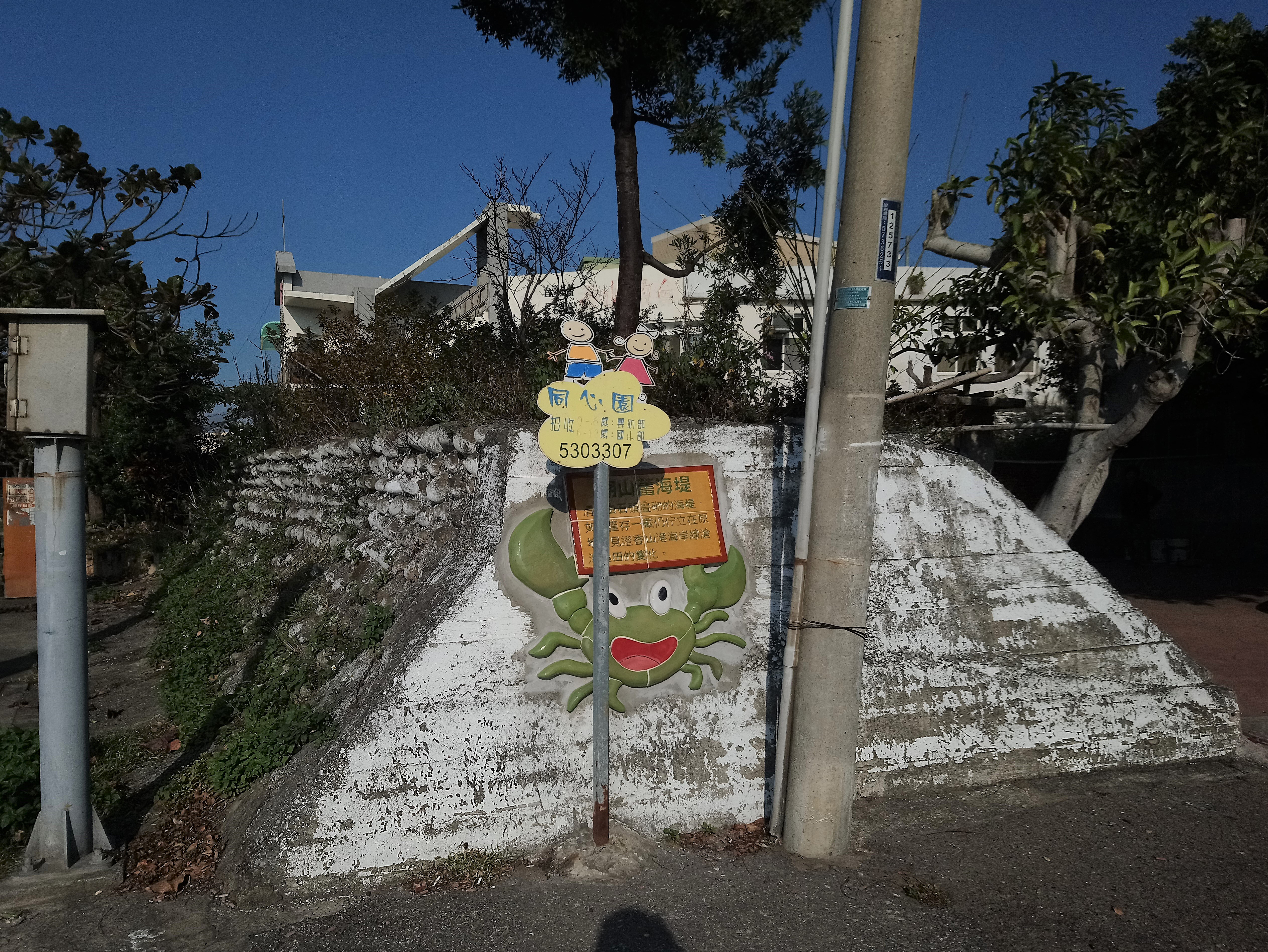
香山天后宮廟前不遠處的香山舊海堤。

香山原為道卡斯族竹塹社的所在地。相傳永曆三十六年（1682年）明鄭軍北伐路經此地，沿途徵召道卡斯族運輸糧草，族人不堪其擾，遷至今新竹一帶。後有後壠社與中港社遷居至此。康熙三十年（1691年）王世傑開墾竹塹，復開墾竹塹以南的三十九庄。當時有陳、許與曾三姓開闢香山地區，然時遭道卡斯族抵抗，三姓墾民30於人遭其殺害，此地漢人遂絕跡。後於鹽水港劃土牛線並設置隘寮防守，漢人再次聚集。乾隆初年將土牛線外之地給予道卡斯族耕種，土牛界線隨之解除:793。後由於竹塹港經常淤塞，於南側另闢新港，原有的港口就以「舊港」稱之。嘉慶十二年（1815年）新港又淤塞，故重開舊港，然此時港口已不穩定，道光二十年（1840年）大型船隻已無法進入。於是至道光五年（1825年）開闢香山為港口:49，因其位置接近福州府，而成為重要的貨物集散中心。
香山於康熙二十三年（1684年）劃屬諸羅縣。雍正元年（1723年）改隸新成立的彰化縣。九年（1731年）改隸新成立的淡水廳。光緒元年（1875年）設立臺北府，改隸新成立的新竹縣。十一年（1885年）設立福建臺灣省，臺北府位於其轄區內。

### 日治時期
明治二十八年（1895年）臺灣進入日治時期，香山劃屬於臺北縣新竹支廳竹北一堡:148。三十年（1897年）改隸新竹縣。三十一年（1898年）廢除新竹縣，改隸臺北縣新竹辨務署。三十四年（1901年）廢縣置廳，香山隸屬於新竹廳香山區。四十二年（1909年）合併全臺灣二十廳為十二廳，香山區隸屬不變。大正九年（1920年）廢廳置州，改隸新竹州新竹郡香山庄。十六年（1941年）廢併入新竹市，原庄役場作為新竹市香山出張事務所使用。

## 地理

### 水文

#### 河川
- 客雅溪：原名隙仔溪。發源於竹東郡寶山庄東部北坑子，向西流經楓橋、坊子坑、洽水橋、大崎、葫蘆肚與雙溪。於李厝附近進入新竹郡香山庄，向西北流經青草湖、牛屎崎與烏崩坎。於客雅一帶進入新竹街。於埔羌園附近再度進入香山庄，持續向西北流經大南勢與虎子山，於罟寮西南側注入臺灣海峽[參⁠ 2]:71。其中雙溪至青草湖間的河道，因其風景秀麗，清代中葉即被列入塹南八景之一，稱「隙溪墨水」[參⁠ 2]:73。同治十年（1871年）臺灣府淡水撫民同知陳培桂編纂《淡水廳志》時，將「隙溪吐墨」列為全淡八景之一。[參⁠ 2]:382
  - 油車溝溪

- 三姓公溪：又稱三聖公溪。相傳此地在開墾過程中，有陳、許、曾三姓共十餘人遭原住民殺害，後人為之興建祠廟祭拜，故稱三聖公，又稱三姓公。三姓公溪上游稱北坑溪，匯入南坑溪始稱三姓公溪。向西北流經三姓橋、浸水後注入臺灣海峽。[參⁠ 2]:73
  - 北坑溪：發源於香山坑東部，向西北流經內獅、獅頭、香山坑，至隘口與南坑溪交會。[參⁠ 2]:73
    - 韮菜坑溪：發源於韮菜坑，北流至獅頭注入北坑溪。[參⁠ 2]:23

  - 南坑溪：發源於香山坑南部，向北流經柑林溝，至隘口與北坑溪交會。[參⁠ 2]:73

- 大庄溪：發源於信長坑，向西北流經福慈宮後轉向北，流經萬厝、下厝至頂厝轉向西北，經宮口南測後注入臺灣海峽。[參⁠ 2]:73

- 頂寮溪：發源於吊鬼坑，西流經頂寮南側注入臺灣海峽。[參⁠ 2]:73

- 汫水港溪：發源於鹿子坑，西流經麗子坑、李厝後於汫水港注入臺灣海峽。[參⁠ 2]:73

- 海山川：發源於海山罟中部，西流經香山南緣後注入臺灣海峽。[參⁠ 2]:74

- 鹽水港溪：發源於竹東郡寶山庄與峨眉庄交界的油車坡，向西北流經柑子崎與新城，轉向西流經虎頭山。於石秀橋附近進入新竹郡香山庄，先於南隘匯入南隘溪，再於柳子湳口匯入柳子湳，向西流至中隘後轉向西北，於內湖橋匯入粟仔坑溪，持續向西流經內湖後於灰窯西南方注入臺灣海峽。[參⁠ 2]:74
  - 粟仔坑溪：上游有二源，東源於柯子湳；西源於草楠子。二源於菜瓜坑匯合後，向西南流經埤埔、虎尾寮、八股、頂厝與粟子坑，過內湖橋後注入鹽水港溪。[參⁠ 2]:74
    - 苦仔坑溪：發源於苦子坑[參⁠ 2]:34，於頂厝附近匯入粟仔坑溪。[參⁠ 2]:35

  - 柳子湳：發源於南隘南側，於柳子湳口匯入鹽水港溪。[參⁠ 2]:74
  - 南隘溪：發源於南隘西北，於南隘匯入鹽水港溪。[參⁠ 2]:74

#### 水圳
- 汀甫圳：大正十三年（1924年）開築，於九甲埔東南取頭前溪與冷水坑溪，沿35公尺等高線西經埔頂崁腳、赤土崎腳、二五甲、虎頭山下與烏崩崁，以水泥梘渡過客雅溪，再向西北沿25公尺等高線經頂埔，轉向西南沿15公尺等高線經三姓僑，改沿10公尺等高線經香山塘，至鹽水港後西折注入臺灣海峽。[參⁠ 2]:75

### 地形

#### 香山濕地
香山濕地位於客雅溪口至鹽水港溪口的沿海地區，為一片長13公里，寬2公里，面積1,025公頃的潮間帶，由客雅溪與鹽水港溪挾帶泥沙堆積而成。:58
香山濕地棲息大白鷺、小白鷺與東方環頸鴴等水鳥，聚集於客雅溪口的水筆仔純林內，每當退潮時大批水鳥集中至淺灘覓食，漲潮後再退至客雅溪北岸。:59、61
香山濕地是臺灣本島招潮蟹種類最多、數量最大的地區，紀錄上超過40種，數量達400,000,000隻，其中和尚蟹有250,000,000隻，臺灣招潮蟹有10,000隻:58。香山濕地也是北臺灣重要的魚場，潮間帶地形平緩，有不少魚苗與蟹苗生長:61，同時也是北臺灣最大的牡蠣養殖場，亦是臺灣本島牡蠣養殖的北限區域。

## 經濟

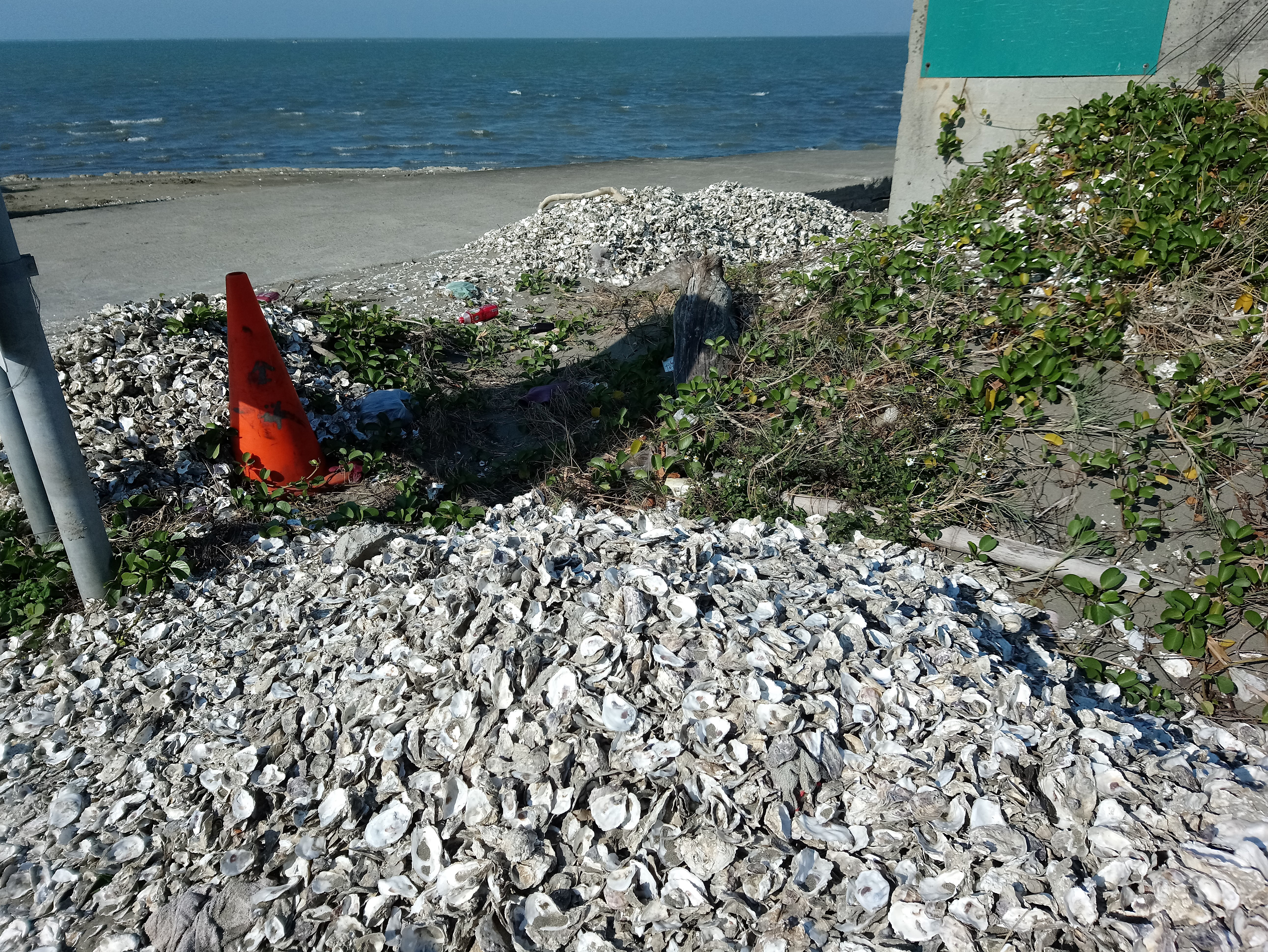
海山漁港內丟棄的蚵殼。

### 香山蚵田
光緒十九年（1893年）梧棲蚵農林祐與林蓋兄弟，邀集香山當地人出資養蚵。初期採插篊式（以竹板插於灘地的養殖法），後受颱風影響，改行平掛式（以利器將蚵殼穿洞，綁在蚵架上的養殖法）。農曆七月後，將蚵串往海中放養，蚵苗會吸收海中的浮游生物逐漸成長:163。此外牡蠣殼也是重要的副產品，供燒製石灰之用，鹽水港的地名「灰窯」即可證明此項產業的存在。:163

## 政治

### 行政區劃
香山庄轄域內分為青草湖、牛埔、香山坑、茄苳湖、香山、海山罟、鹽水港、南隘、楊寮、虎子山、浸水十一個大字。
- 楊寮大字下有楊寮、南油車港等小字。

### 歷屆長
| 任次 | 肖像 | 姓名 (生–卒)       | 在任時間      | 在任時間      | 備註                             |
| ---- | ---- | ------------------ | ------------- | ------------- | -------------------------------- |
| 1    |      | 張式穀 (1890–1977) | 1920年9月1日  | 1929年7月24日 | 創立香山信用組合與香山漁業組合。 |
| 2    |      | 陳楊鏡 (1883–1956) | 1929年7月24日 | 1931年6月15日 |                                  |
| 3    |      | 陳雲如 (1875–1963) | 1931年6月15日 | 1938年4月30日 | 陳楊鏡之兄，畫家陳進之父。       |
| 4    |      | 今井唯雄 (1885–？) | 1938年4月30日 | 1940年7月1日  |                                  |
| 5    |      | 植松保次 (？–？)   | 1940年7月1日  | 1941年10月1日 |                                  |

#### 附註
1. ↑   註:

1. ↑  原新竹公學校教諭。
2. ↑  辭職。
3. ↑  原香山庄協議會員。
4. ↑  辭職。
5. ↑  原中壢郡役所警察課長。
6. ↑  改任湖口庄長。
7. ↑  原臺中地方法院埔里出張所書記。
8. ↑  改任竹北庄長。

## 交通

### 鐵路

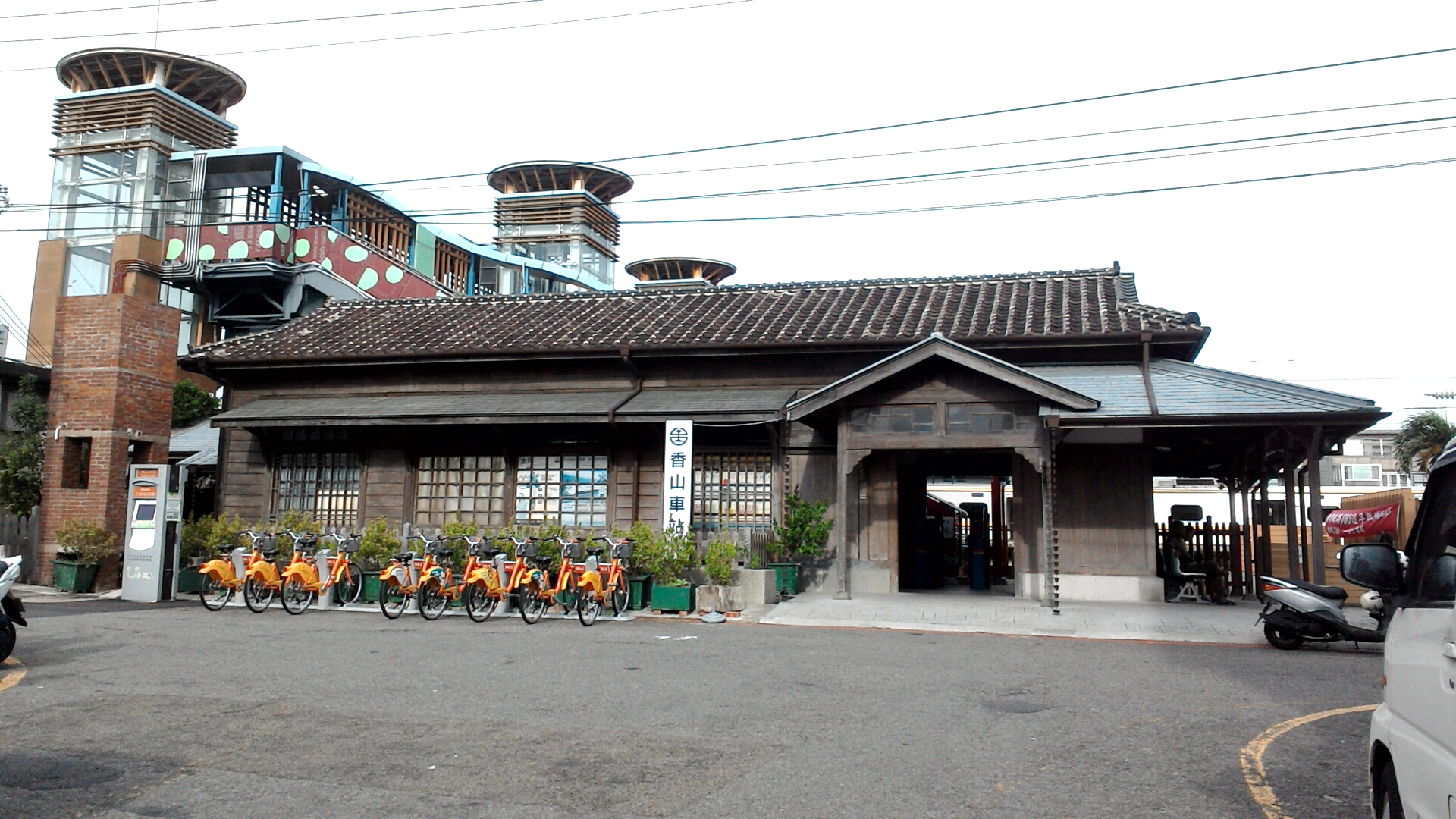
香山車站。

臺灣總督府交通局鐵道部縱貫線先以東西向轉東北東—西南西向經過牛埔中部；再以以東北—西南走向，轉南北向後再轉北北東—南南西向，經過香山中部偏西地帶，並在其南部設有香山車站；再以以北北東—南南西向經過海山罟地區西部；最後以北北東—南南西向，轉東北—西南向經過鹽水港西部。

### 公路
縱貫道（今臺1線）大致以北北東—南南西向，轉東北東—西南西向經過牛埔；再大致與縱貫線平行而位於其西側經過香山；再與縱貫線平行而位於其西側，隨後以陸橋跨越鐵路轉至其東側後再與鐵路平行經過海山罟；再大致以北北東—南南西向，轉西北—東南向經過鹽水港；最後大致以北北西—南南東向轉右彎，再左彎為西北—東南向經過南隘西部。

## 教育

### 初等教育
- 牛埔公學校（1910年）→香山公學校（1921年）→香山國民學校（1941年）（今新竹市香山區香山國民小學）
- 牛埔公學校鹽水港分校（1918年）→香山公學校鹽水港分校（1921年）→香山公學校鹽水港分教場（1922年）→鹽水公學校（1928年）→鹽水國民學校（1941年）（今新竹市香山區內湖國民小學）

## 名勝
- 香山觀海：同治十年（1871年）臺灣府淡水撫民同知陳培桂編纂《淡水廳志》時，將「香山觀海」列為全淡八景之一，同時志中所附的塹南八景，列有「香山夕照」[參⁠ 2]:382。香山的海堤為著名的觀海景點。[參⁠ 2]:383、384

## 附註
1. ↑  臺灣總督府交通局鐵道部於大正十三年（1924年）前直屬於臺灣總督府，稱為臺灣總督府鐵道部。
2. ↑   註: